# Magistralni put 29
Die Magistralni put 29 ist eine Bundesstraße in Serbien. Sie beginnt in Jakuba an der serbisch-montenegrinischen Grenze und führt in östlicher Richtung über Prijepolje, Nova Varoš und Sjenica nach Novi Pazar. Die Bundesstraße ist Teil der Europastraße E763.